# Abbott (entreprise)
Pour les articles homonymes, voir Abbott.
Abbott Laboratories est une entreprise pharmaceutique américaine, fondée à Chicago en 1888 par Wallace Calvin Abbott. Son siège se trouve à Abbott Park, dans la ville de North Chicago, une banlieue de Chicago. Aujourd'hui, Abbott compte environ 90 000 salariés.
La société vend des dispositifs médicaux, des diagnostics, des médicaments génériques de marque et des produits nutritionnels.

## Histoire
En 1888, le docteur Wallace C. Abbott, médecin praticien, commence à fabriquer les granules dosimétriques, des pilules minuscules qui permettent un dosage plus précis et plus efficace des traitements, en utilisant les parties actives des plantes médicinales. En 1894, le groupe Abbott est créé sous la raison sociale Abbott Alkaloidal Company.
En 1906, Abbott met en place son premier réseau de visiteurs médicaux, et en 1910, le laboratoire s'installe à New York, San Francisco, Seattle, Toronto, en Inde et en Europe (Londres). En 1915, le laboratoire se renomme « Abbott ». En 1916, Abbott acquiert son premier médicament synthétique, le Chlorazène, un agent antiseptique utilisé sur les champs de bataille de la Première Guerre mondiale pour nettoyer les blessures.
En 1923, Abbott entre dans le domaine de l'anesthésie avec le développement d'un nouveau médicament, le Butyn, à base d'alcool butylique. En 1929, Abbott entre à la Bourse de Chicago en émettant 20 000 actions à 32 dollars l'action. En 1930, Abbott sort l'un de ses produits les plus connus, l'agent sédatif et hypnotique Nembutal. Ce produit connaitra un cycle de vie particulièrement long. En 1936, Abbott lance le Pentothal qui sera l'anesthésique d'induction le plus répandu dans le monde pendant plus de 50 ans et permettra le développement de la chirurgie moderne.
En 1938, Abbott ouvre un centre de recherche au nord de Chicago. En 1941, la Grande-Bretagne cherche de l'aide pour la production à grande échelle de la pénicilline, découverte en 1928. Abbott accepte. En 1942, Abbott lance l'Halazone, un comprimé purificateur d'eau. Abbott en fournit des millions sur tous les fronts de la Seconde Guerre mondiale. En 1943, Abbott ouvre son usine de Porto Rico qui deviendra l'un de ses plus grands centres de fabrication.
En 1946, Abbott est le premier groupe pharmaceutique à construire un laboratoire spécial pour les produits radiopharmaceutiques. C'est le début de ses activités d'immunodiagnostic. En 1949, Abbott lance 74 nouveaux produits.
En 1959, Abbott lance son nouveau logo, le symbole « a » stylisé toujours utilisé aujourd'hui. En 1964, Abbott se lance dans la nutrition avec l'acquisition des laboratoires diététiques M&R, basés à Columbus, Ohio.
En 1985, Abbott lance le premier test de dépistage du VIH. En 1988, Abbott lance IMx, un instrument de diagnostic qui deviendra le système d'immunoanalyse le plus utilisé dans le monde. En 1991, Abbott entre sur le marché de l'hématologie avec l'acquisition de Sequoia-Turner Corp. En 1996, Abbott lance le premier inhibiteur de protéase utilisé dans le traitement du VIH/Sida. Abbott reçoit pour cela le prix Galien, la plus haute récompense scientifique en France.
En 2001, Abbott augmente sa taille en acquérant les activités pharmaceutiques du groupe chimique allemand BASF, les laboratoires Knoll AG (de). En 2004, Abbott se sépare d'un certain nombre d'activités hospitalières en créant la société Hospira, qui d'emblée figure dans les dix premières entreprises mondiales dans les domaines des génériques injectables, des systèmes électroniques d'administration, de l'analyse autocontrôlée, de la production de produits stériles, des systèmes de perfusion et des systèmes de soins intensifs. En 2006, Abbott achète les activités vasculaires et endovasculaires de Guidant.
Abbott cherche à se diversifier géographiquement. En septembre 2009, il acquiert pour 5,2 milliards d'euros les activités pharmaceutiques du groupe belge Solvay qui lui permettent de se développer dans les pays émergents, et notamment en Turquie, Pologne, Russie, Brésil. En mai 2010, Abbott annonce le rachat de l'activité génériques du groupe indien Piramal pour 3,72 milliards de dollars.
En 2011, Abbott se sépare en deux groupes distincts : AbbVie d'un côté et Abbott de l'autre.
En mai 2014, Abbott acquiert l'entreprise chilienne de médicaments génériques CFR Pharmaceuticals pour 2,9 milliards de dollars. En juin 2014, Abbott acquiert l'entreprise russe Veropharm pour 495 millions de dollars. En juillet 2014, Abbott vend son activité générique en dehors des États-Unis à Mylan pour 5,3 milliards de dollars. Par cette opération, Mylan déménage son siège social aux Pays-Bas.
En février 2016, Abbott annonce l'acquisition d'Alere, une entreprise présente dans les diagnostics médicaux, pour 5,8 milliards de dollars, avant d'annoncer en décembre 2016, souhaiter annuler cette acquisition. En avril 2017, Abbott annonce réduire son offre d'acquisition sur Alere à 5,3 milliards de dollars.
En avril 2016, Abbott annonce l'acquisition de St. Jude Medical pour 25 milliards de dollars, pour renforcer ses activités dans la cardiologie. En septembre 2016, Abbott annonce la vente de ses activités ophtalmologie à Johnson & Johnson pour 4,3 milliards de dollars. En octobre 2016, Abbott annonce la vente de certaines de ses activités, et celle de St. Jude Medical, dans le secteur vasculaire à Terumo pour 1,12 milliard de dollars.
À la suite de l'invasion russe de l'Ukraine en 2022, Abbott Laboratories a poursuivi ses activités en Russie tout en suspendant les activités non essentielles, telles que les nouveaux investissements et la publicité,. Une recherche de la Yale School of Management évaluant les réponses des entreprises à l'invasion a classé Abbott dans la catégorie "Buying Time" avec une note "D", indiquant que l'entreprise a reporté ses investissements futurs et ses actions marketing tout en maintenant des activités substantielles en Russie.

## Domaines de compétence
Jusqu'en 2011, Abbott était présent dans les domaines suivants : 
- l'anesthésie depuis les années 1930.
- l'antibiothérapie depuis le début des années 1950, avec notamment l'érythromycine en 1977.
- la surveillance du diabète avec les acquisitions de MediSense en 1996 puis de TheraSense en 2004.
- la biologie moléculaire avec l'acquisition de Vysis en 2001 et la création de Abbott Molecular en décembre 2003. Abbott Molecular intervient dans les domaines des maladies génétiques, de la virologie et de l'infectiologie et du matériel médical dédié.
- les maladies cardio-vasculaires.
- les diagnostics biologiques pour l'immunoanalyse (où Abbott est numéro 1 mondial), la chimie clinique avec Toshiba et l'hématologie, depuis les années 1970.
- les diagnostics délocalisés avec le système i-STAT susceptible de fournir les analyses urgentes du patient en quelques minutes.
- l'immunologie, et en particulier les pathologies d'origine dysimmunitaire, avec le centre de recherche de Worcester dans le Massachusetts depuis 1989.
- les désordres métaboliques (obésité).
- la nutrition médicale, à destination des nourrissons, des enfants, des adultes diabétiques, des adultes sains et des patients.
- la pédiatrie depuis le début des années 1990, avec un surfactant naturel ou les anticorps monoclonaux.
- la virologie depuis les années 1980 avec des traitements du VIH.

## Dirigeants
Miles D. White dirige Abbott depuis 1999. À ce titre, il a touché près de 22 millions de dollars en 2009.

## Lobbying

### Aux États-Unis
Selon le Center for Responsive Politics, les dépenses de lobbying d'Abbott aux États-Unis s'élèvent en 2017 à 4 150 000 dollars.

### Auprès des institutions de l'Union européenne
Abbott est inscrit depuis 2014 au registre de transparence des représentants d'intérêts auprès de la Commission européenne. Elle déclare en 2017 pour cette activité des dépenses annuelles d'un montant compris entre 400 000 et 500 000 euros.

### En France
Pour l'année 2017, Abbott France déclare à la Haute Autorité pour la transparence de la vie publique exercer des activités de lobbying en France pour un montant qui n'excède pas 75 000 euros.